# Autoroute espagnole B-22
L'autoroute B-22 est une courte autoroute urbaine de 5 kilomètres environ qui relie la C-32 (Barcelone - El Vendrell) à l'aéroport international de Barcelone à l'ouest de la ville (El Prat de Llobregat).
Elle est composée de quatre échangeurs jusqu'à l'aéroport et permet d'accéder directement à celui-ci depuis l'autoroute venant de Barcelone.

## Tracé
- Elle se détache de la C-32 2.5 kilomètres après la bifurcation avec les périphériques de Barcelone (B-10 et B-20).
- La B-22 contourne El Prat de Llobregat par l'ouest avant de croiser la C-31 (Barcelone - Castelldefels).
- Elle traverse les zones industrielles de l'aéroport avant de desservir les terminaux.

## Sorties
| Numéro de la sortie | Nom de la sortie                                                                                       | Bifurcation |
| ------------------- | --- | ----------- |
|                     | Ronda de Dalt - Ronda de Littoral - Barcelone-Gran Via Castelldefels - El Vendrell - Tarragone         | C-32        |
|                     | El Prat de Llobregat Nord - Castelldefels Barcelone-Gran Via - Port de Barcelone - Zones Industrielles | C-31        |
| 01                  | El Prat de Llobregat Sud - Zone Industrielle Mas Blau II                                               |             |
|                     | Aéroport international de Barcelone Terminal A, B,C                                                    |             |